# 奧斯汀·海斯
奧斯汀·查爾斯·布萊恩·海斯（英語：Austin Charles Bryan Hays，1995年7月5日—），為美國職棒大聯盟的外野手，目前效力於辛辛那提紅人，他先前曾效力於金鶯與費城人等隊。

## 職業生涯
金鶯隊在2016年美國職棒大聯盟選秀的第三輪選進海斯，而他從短期1A開啟職業生涯。2017年，他在短期1A繳出3成36的打擊率，因此他升上高階1A。5月26日，他成為高階1A球隊隊史首位單場敲出3轟的選手。他在6月成功升上2A。這年他在兩層級合計繳出3成29的打擊率。
2017年9月7日，海斯登上大聯盟，為2016年選秀選手第一人。他在9月16日先敲出大聯盟首安，後來又很快敲出大聯盟首轟。這年他在大聯盟的打擊率為2成17。2018年，他因為陷入低潮加上受傷，導致他整季都沒有在大聯盟出賽。
2019年9月7日，海斯重返大聯盟。他在9月23日成為大聯盟首位單場5分打點、1次盜壘和一次外野助殺的菜鳥球員。而海斯在這次升上大聯盟後，繳出3成13的打擊率，因此金鶯隊決定讓他繼續待在球隊裡。2020年8月11日，他在比賽中敲出2分打點的場內全壘打。該年他的打擊率為2成79，並敲出4轟與9分打點。2021年4月5日，他因為右腿後肌緊繃而進入10天傷兵名單。
2022年6月22日，在主場對上國民隊的比賽，海斯在因雨六局裁定提前結束的比賽中達成完全打擊的里程碑，這場比賽金鶯隊以7:0完封國民隊。

## 外部連結
- 球員資訊和成績在MLB ，ESPN ，Retrosheet ，Baseball Reference ，Baseball Reference (Minors) ，Fangraphs ，The Baseball Cube （英文）

| 成就                 | 成就                   | 成就                 |
| -------------------- | ---------------------- | -------------------- |
| 前任： 傑瑞德·沃爾許 | 完全打擊 2022年6月22日 | 繼任： 諾蘭·阿里納多 |